# Al-Jawadiyah (nahija)
Nahija Al-Jawadiyah je nahija u okrugu Al-Malikiyah, u sirijskoj pokrajini Al-Hasakah. Po popisu iz 2004. (prije rata), nahija je imala 40.535 stanovnika. Administrativno sjedište je u naselju Al-Jawadiyah.